# Michael Schilkin

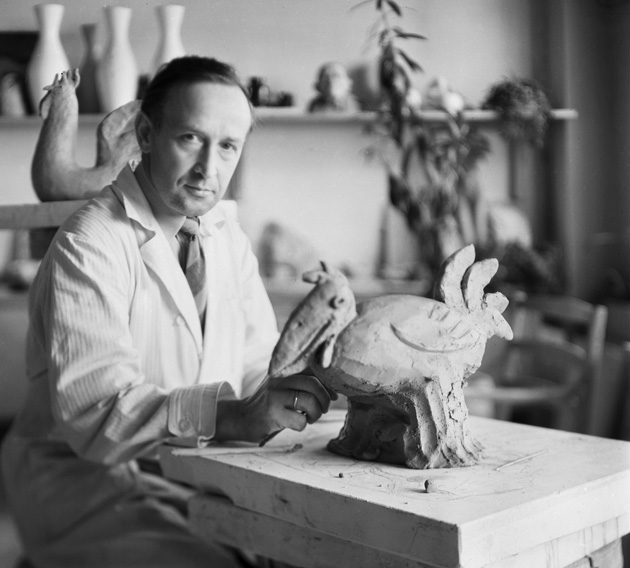
Michael Schilkin

Michael Schilkin (ryska: Михаил Николаевич Шилкин, Michail Nikolajevitj Sjilkin), född 19 maj 1900 i Sankt Petersburg (enligt vissa källor i byn Trubino i Tver oblast), död 3 augusti 1962 i Helsingfors, var en finländsk skulptör och keramiker. Han var knuten till porslinsfabriken Arabia från 1937 fram till sin död och blev mest känd för sina keramiska djurskulpturer.

## Biografi
Schilkin föddes i en rysk järnvägstjänstemannafamilj och kom till Finland som flykting 1921. Till en början försörjde han sig som dräng på en gård i Karelen innan han hösten 1924 påbörjade studier i skulptur vid Centralskolan för konstflit i Helsingfors; han utexaminerades 1927. Därefter arbetade han som lastbilschaufför samtidigt som han ägnade sin fritid åt konsten och rörde sig i den aktiva ryska konstnärskretsen i Helsingfors. Tillsammans med andra ryskbördiga konstnärer ställde han ut i Helsingfors konsthall och det var vid ett av dessa tillfällen som hans skulpturer uppmärksammades av Kurt Ekholm som då var konstnärlig ledare vid porslinsfabriken Arabia. Detta ledde till att i januari 1937 anställdes Schilkin vid Arabias konstavdelning. Samma år erhöll han finländskt medborgarskap och fick därmed representera landet vid världsutställningen i Paris där han, som den enda av Arabias konstnärer, belönades med en guldmedalj.
Under fortsättningskriget 1941–44 tjänstgjorde Michael Schilkin som lastbilschaufför. År 1946 arbetade han några månader vid Den Kongelige Porcelænsfabrik i Köpenhamn, där han utförde ett trettiotal pjäser. På 1950-talet genomförde han en studieresa till Sydamerika.
Han avled av en hjärtinfarkt och begravdes på den ortodoxa delen av Sandudds begravningsplats i Helsingfors.

## Verksamhet
I det tidigaste skedet av sin verksamhet vid Arabia utförde Michael Schilkin bibliska motiv, bland annat skulpturerna Simson och Delila, Franciskus predikar för fiskarna och Simsons kamp mot lejonet. Han blev dock mest känd för sina djurskulpturer i chamotterat stengods, som han började tillverka på sent 1930-tal. Några återkommande motiv är lejon, björnar och lokatter. Från ett expressivt och stiliserat formspråk övergick han gradvis till naturalismen för att på 1950-talet, efter en resa till Sydamerika, influeras av kubismen och primitivismen.
Han utförde även ett antal monumentala väggreliefer i Finland och Sverige, bland annat fasadutsmyckningen Handelsmän för Helsingfors handelshögskola (1950) samt arbeten för Maria sjukhus i Helsingfors, Pauligs och Fazers fabriker, Helsingfors stadshus (Fiskgumman, 1946), Arabias lokaler vid Tavastvägen, skolor i Lahtis och Kotka  och Statens hantverksinstitut i Stockholm.
På sent 1940-tal formgav Michael Schilkin, i samarbete med Kurt Ekholm, en teservis för Arabia, vilket blev hans enda arbete som designer; han skapade annars enbart unika föremål.
Sin första separatutställning hade han 1954. Vid Milanotriennalen 1951 belönades han med ett hedersdiplom och 1954 med en silvermedalj. År 1958 mottog han Pro Finlandia-medaljen.
Han är representerad vid Ateneum, Villa Gyllenberg och Arabias museum i Helsingfors, Nasjonalmuseet for kunst, arkitektur og design i Oslo samt Nordiska museet och Nationalmuseum i Stockholm.